# Location-based service
Location-based services (LBS), ook wel locatiegebaseerde diensten genoemd, zijn applicaties die beschikbaar zijn op mobiele toestellen dankzij het mobiele netwerk en gebruikmaken van de aardrijkskundige locatie van het toestel. Er zijn bij LBS verschillende soorten applicaties, zoals applicaties voor nooddiensten, amusement, evenementen enz. Deze LBS-applicaties kunnen bijvoorbeeld de dichtstbijzijnde restaurants zoeken, plaatsgebonden reclame weergeven op het mobiele toestel of voor stadsspellen.

## Onderdelen van een LBS-systeem
Een LBS-systeem bestaat uit vijf onderdelen:
- Een mobiel toestel om alle data op te vragen en de applicatie(s) te gebruiken;
- Een communicatienetwerk dat de data van en naar het mobiele toestel stuurt;
- Een positioneringscomponent dat de locatie van het mobiele toestel bepaalt;
- Een service- en applicatieprovider die de location-based services en applicaties aanbiedt aan het mobiele toestel;
- Een data- en contentprovider die de data die de service- en applicatieprovider niet beschikbaar stellen wel beschikbaar stelt.

## Lokalisatiemethodes
Om een goede location-based service te leveren, moet er aan volgende voorwaarden voor lokalisatie voldaan zijn:
- De nauwkeurigheid moet voldoende zijn voor de service;
- De kosten moeten zo laag mogelijk zijn;
- Er moet een minimale impact zijn op het netwerk en de apparatuur.

De volgende technologieën voldoen aan deze voorwaarden:

### Global positioning system (GPS)
De GPS-functionaliteit van mobiele toestellen kan gebruikt worden als lokalisatiemethode voor LBS.

### GSM-lokalisatie
GSM-lokalisatie kan gebruikt worden bij location-based services. Hierbij wordt de locatie van het mobiele toestel gezocht ten opzichte van de dichtstbijzijnde GSM-zendmast. Het toestel zendt dan hiervoor een roaming-signaal uit naar deze zendmast. Dankzij multilateratie kan met behulp van de relatieve sterkte van het signaal ten opzichte van de zendmast de locatie van het mobiele toestel bepaald worden.

### Andere lokalisatiemethodes
Voor LBS kunnen ook technologieën zoals Bluetooth, Wireless LAN, infrarood of Radio frequency identification/Near field communication gebruikt worden voor de lokalisatie. Deze technologieën hebben wel een klein bereik, dus zijn ze vooral geschikt voor LBS in gebouwen. Deze vorm van LBS wordt ook wel Near Location Based Services genoemd.

### Berichten
Het sturen van berichten naar het mobiele toestel is essentieel bij LBS. Vooral sms-berichten worden bij LBS-applicaties gebruikt, bijvoorbeeld voor locatiegebonden advertenties.

## Voorbeelden van LBS-applicaties
- Search and Rescue: Radiobakens die op schepen worden geplaatst en een radiosignaal uitsturen bij problemen. Deze systemen variëren van bakens die alleen radiosignalen uitzenden tot bakens die met behulp van GPS-positionering de hulpdiensten helpen.
- Toeristengidsen: In bepaalde grootsteden maken sommige toeristische diensten gebruik van LBS om de toeristen een rondleiding door de stad te geven. Op deze manier zal de toerist zonder kaart alle belangrijke plaatsen in de stad kunnen bezoeken.

## Privacy
Privacy is voor sommige mensen een probleem omdat de locatie van iedere persoon die een mobiel toestel met LBS gebruikt, bekend is. De Europese Commissie heeft wel bepaalde regels over het gebruik van de informatie over de opgeslagen locaties van LBS-gebruikers, maar deze regels omvatten niet alle vormen van LBS en lokalisatiemethodes.